# Burg Wördl
Burg Wördl (slow. Grad Otočec, älter auch Otočič, Wördl) an der Gurk ist der Name einer Wasserburg auf einer kleinen Flussinsel inmitten der Krainer Gurk (Krka) in der Ortschaft Otočec (Stadtgemeinde Novo mesto, Slowenien).

## Geschichte

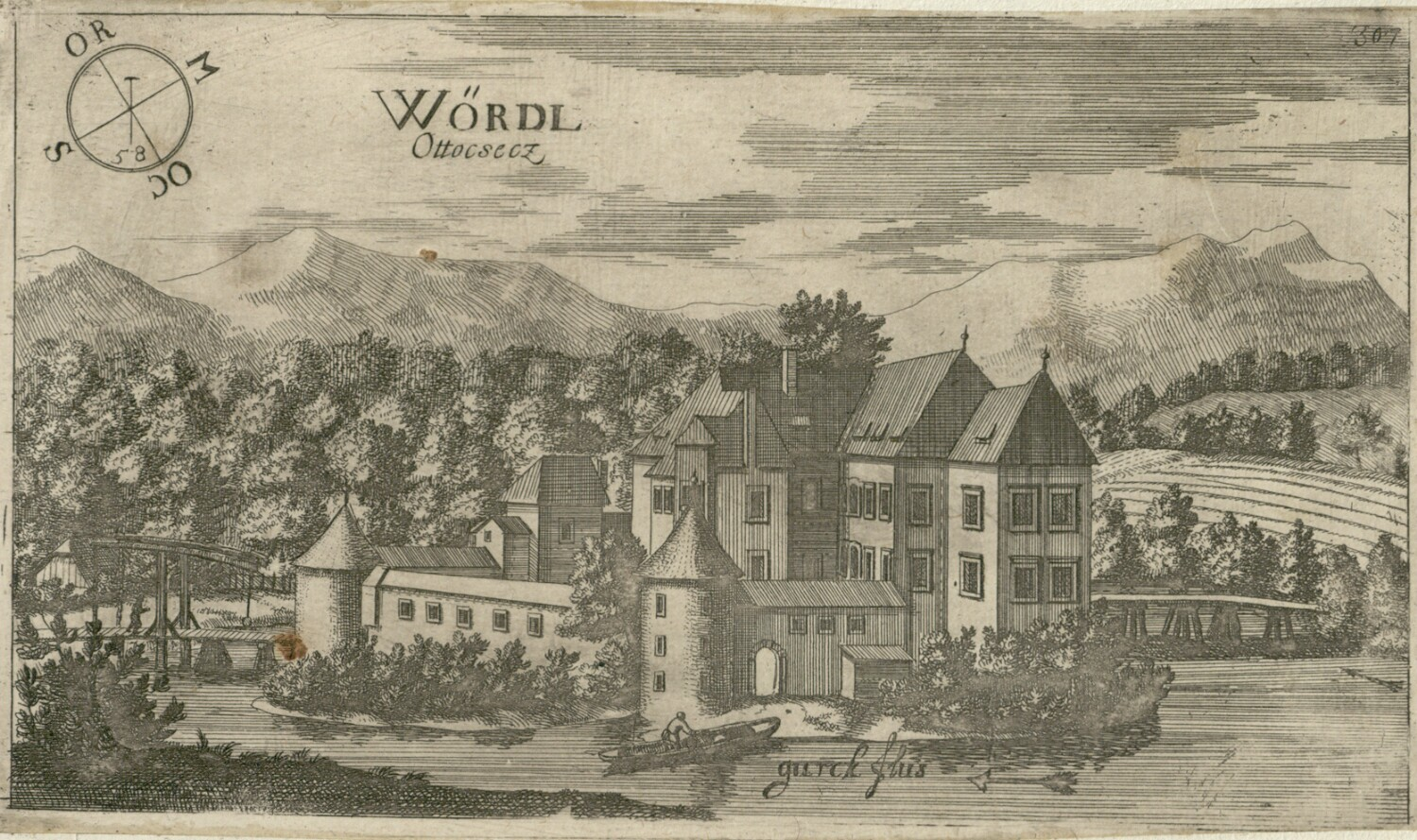
Burg Wördl (Grad Otočec) nach Valvasor

Die Burg ist zum ersten Mal im 13. Jahrhundert urkundlich belegt, die Gemäuer sollen auf 1252 datiert sein. Die Wasserburg in Slowenien wurde vom ursprünglich deutschen Wörgl zum slowenischen Otočec. Einst im Besitz von Ivan Lenković, Anführer der Uskoken und der kroatisch-slavonischen March, war die Burg auch im Besitz der Ritter von Otočec. Ivan Tavčar erwähnte die Burg in zwei seiner Romane, Otok und Struga sowie Janez Sonce. Die Burg Wördl gehörte auch einst deren von Weichselberg (Adelsgeschlecht) aus dem Zweig derer von Pux. Vor dem Zweiten Weltkrieg war die Burg in Händen des Hauses von Marghieri de Commadona. Als der Krieg begann, besetzen die Italiener das Gebäude und nutzten es als Stützpunkt. 1942 brannten Partisanen den Bau nieder, sodass nur eine Ruine übrig blieb. 1952 begann die Restauration und 1959 eröffnete das erste Restaurant in der Burg. Im Laufe der Zeit wurden mehrfach Umbauten durchgeführt, letztlich erhielt das Gebäude seine ursprüngliche Erscheinung als Wasserschloss im Stile der Gotik und Renaissance.

## Heutige Nutzung
Grad Otočec ist heute ein kleines Luxushotel mit einem Restaurant. Außerdem gibt es noch ein Bootshaus, einen Golfplatz, einen Schlosspark und einen Abenteuerpark in seiner Nähe.

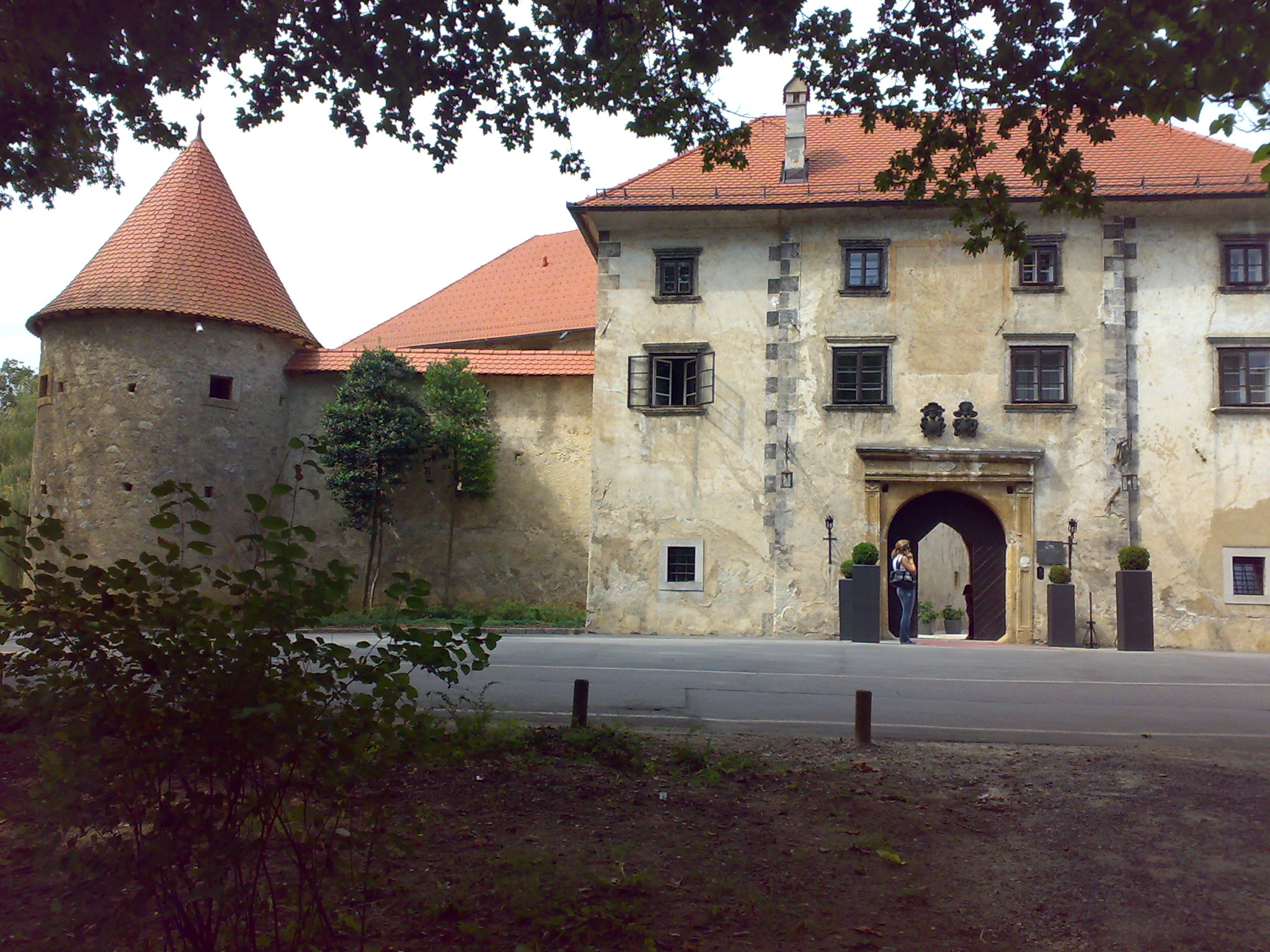
Vorderes Tor der Burg Otočec (Wördl)
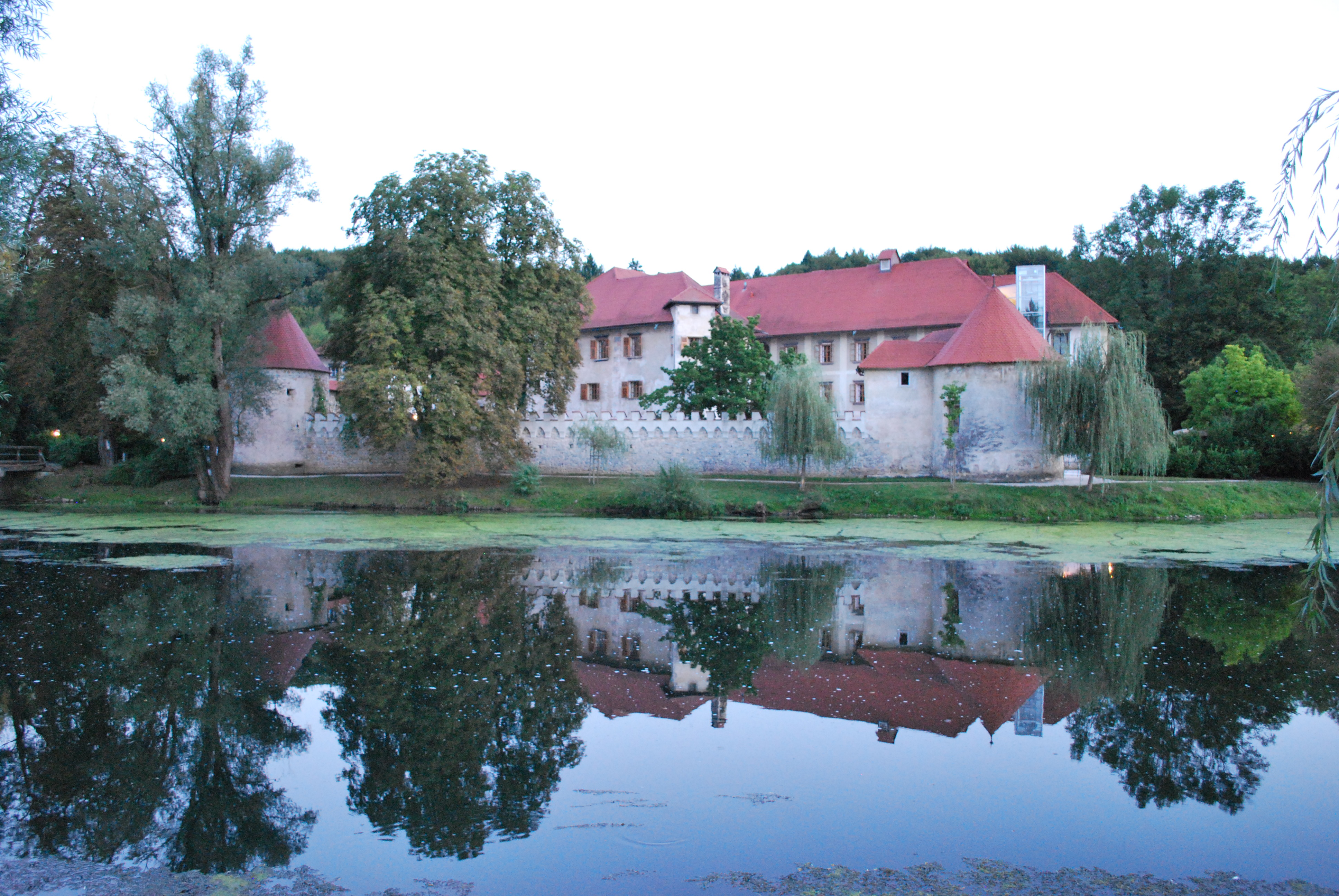
Nordansicht der Burg am Fluss Krka (deutsch Krainer Gurk)
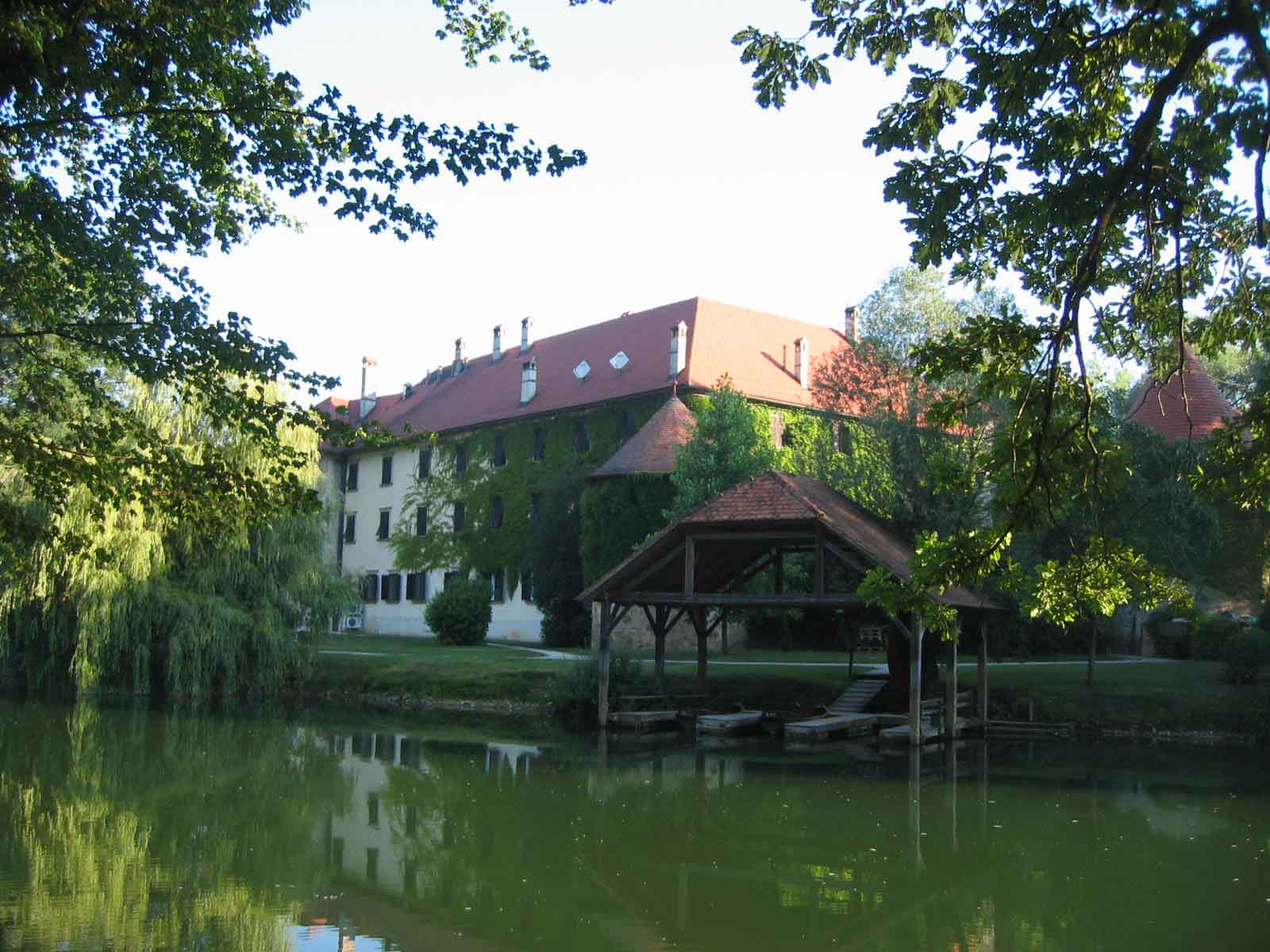
Burg Otočec mit dem Bootshaus